# Himlen falder
Himlen falder er en dansk dramafilm fra 2009, instrueret af Manyar Parwani, der også har skrevet manuskriptet. Filmen er inspireret af Tønder-sagen.

## Handling
Sara blev fjernet fra sin familie som 11-årig og anbragt i en plejefamilie. Nu, som 28-årig, får hun nyheden om at hendes biologiske mor er død. Trods en modvilje mod at grave i sin uforløste fortid rejser hun til Fyn for at deltage i begravelsen og se sin storebror, Danni, som hun havde et tæt forhold til som barn. Sara opdager hurtigt, at både Danni og hendes far, Kjeld ikke kan genkende hende, og hun vælger at tie om sin identitet. Hendes plan om blot at se sin bror og tage tilbage til København ændrer sig, da hun opdager, at hun har to små søstre. Hun begynder at overvåge farens hus, og langsomt afdækkes nogle frygtelige begivenheder, der trækker deres spor tilbage til Saras barndom. Himlen Falder handler om at gøre op med sin fortid og rejse sig fra støvet. Filmen er inspireret af Tønder-sagen.

## Medvirkende
- Mille Lehfeldt
- Kirsten Olesen
- Dick Kaysø
- Kristian Halken
- Michael Grønnemose
- Sarah Boberg

## Eksterne Henvisninger
- Himlen falder på Internet Movie Database (engelsk)
- Himlen falder på Filmdatabasen
- Himlen falder på danskefilm.dk
- Himlen falder på danskfilmogtv.dk
- Himlen falder på Scope
- Himlen falder på MovieMeter (nederlandsk)
- Himlen falder på Turner Classic Movies (engelsk)
- Himlen falder på The Movie Database (engelsk)
- Himlen falder på Rotten Tomatoes (engelsk)
- Himlen falder på Filmaffinity (engelsk)